# Ampelocalamus naibunensis
Ampelocalamus naibunensis är en gräsart som först beskrevs av Bunzo Hayata, och fick sitt nu gällande namn av Tai Hui Wen. Ampelocalamus naibunensis ingår i släktet Ampelocalamus och familjen gräs.
Artens utbredningsområde är Taiwan. Inga underarter finns listade i Catalogue of Life.